# Ulrika Wallin-Holm
Ulrika Elisabeth Wallin-Holm, född 5 april 1918 i Ludvika, död 12 december 2005 i Skärhamn på Tjörn, var en svensk målare, tecknare grafiker och sekreterare.
Hon var dotter till sjökaptenen Karl Natanael Wallin och Elvira Birgitta Lammers och från 1965 gift med intendenten Bo Holm. Hon utbildade sig till sekreterare vid Göteborgs handelsinstitut och studerade konst vid Slöjdföreningens skola 1953–1956. Tillsammans med Gunnel Wahlfors-Brolin ställde hon ut på Galerie S:t Nikolaus i Stockholm 1961. Hon medverkade i Göteborgs konstförenings Decemberutställning på Göteborgs konsthall 1958 och hon medverkade i ett flertal utställningar arrangerade av San Michele-stiftelsen på Capri där hon perioden 1956–1965 var anställd som sekreterare till intendenten Josef Oliv. Hennes konst består av sydländska naturskildringar, människor och landskap utförda i akvarell, träsnitt eller som teckningar. Wallin-Holm är representerad vid Örebro läns museum.